# 云南棋子豆
云南棋子豆（学名：Cylindrokelupha yunnanensis）为豆科棋子豆属下的一个种。其种加词 yunnanensis 意为“云南的”。